# Eremitalpa granti
El topo dorado de Grant (Eremitalpa granti) es una especie de mamífero afroterio de la familia Chrysochloridae, la única del género Eremitalpa.

## Distribución geográfica
Se encuentran en el oeste de Sudáfrica y el sudoeste de Namibia.